# Xylobosca mystica
Xylobosca mystica är en skalbaggsart som först beskrevs av Blackburn 1890.  Xylobosca mystica ingår i släktet Xylobosca och familjen kapuschongbaggar. Inga underarter finns listade i Catalogue of Life.